# Bilalarm
En bilalarm eller autoalarm er en elektronisk enhed installeret i en bil for at afværge tyveri af selve bilen, dens indhold eller begge dele. Bilalarmer virker ved at afgive en høj lyd (sirene, horn, forudoptaget verbal advarsel, bilens eget horn eller en kombination heraf) når kriterierne for udløsning er opfyldt, ligesom blinken med (noget af) bilens lys, samt (i nogle tilfælde) advisering af bilens ejer og deaktivering af flere elektriske systemer, som er nødvendige for at bilen kan startes.

## Historie
En tidlig version af bilalarmen til brug som tyveafskrækker blev opfundet af en ukendt fængslet fra Denver i 1913. Denne version blev aktiveret manuelt og udløstes når nogen forsøgte at starte motoren. En senere alarm inspireret af en tidlig version af en fjernbetjent starter blev introduceret i 1916. På denne version gik bilejeren rundt med en fjernbetjening, som bippede hvis der blev pillet ved bilens tændingssystem.

## Funktioner
Bilalarmer skal ikke forveksles med startspærresystemer, selv om formålet med begge er at vanskeliggøre tyveri af bilen − de virker på hver sin måde. Generelt vil startspærresystemer ikke udsende nogle akustiske eller visuelle advarselssignaler eller kræve mere af ejeren end af ejeren af en bil uden startspærresystem.
Bilalarmer kan opdeles i to kategorier:
- OEM (monteret i bilen af fabrikanten)
- Eftermarked (installeret på et hvilket som helst tidspunkt efter at bilen er blevet produceret, enten af nybilforhandleren, en biltilbehørsbutik eller bilens ejer)

Alarmer kan have flere forskellige funktioner. Fjernbetjente bilalarmer har som oftest en fjernbetjening, som tillader bilejeren at styre alarmen trådløst fra sit nøglebundt. De har også tit flere sensorer samt startspærre og bevægelsesdetektorer.
Nøglefrie, fjernbetjente bilalarmer er normalt baseret på stærkt krypterede genkendelsesmetoder:
- Transceiver
- Startspærre
- Bevægelsesdetektor
- Trådløs USB

## Aktivering og deaktivering af bilalarmer

### Fjernbetjeninger
De fleste bilalarmer aktiveres og deaktiveres ved brug af en fjernbetjening, som enten kan være for sig selv eller integreret i bilnøglen. Disse fjernbetjeninger benytter en rullende kode.

### OEM-alarmer
Stort set alle OEM-alarmer aktiveres og deaktiveres med fjernbetjeningen til bilens centrallåsesystem. På mange biler aktiverer låsecylindrene i fordørene nogle kontakter, som aktiverer eller deaktiverer alarmen når nøglen bruges i døren. Nogle alarmer aktiveres, hvis centrallåsekontakten aktiveres når førerdøren er åben, og døren derefter lukkes. Andre systemer deaktiveres når tændingen tilsluttes, som oftest hvis bilen er udstyret med nøglebetjent startspærre og alarm, hvor kombinationen af den gyldige kode og tændingen deaktiverer systemet.

### Eftermarkedsalarmer
Ligesom OEM-alarmer aktiveres og deaktiveres eftermarkedssystemer som oftest med fjernbetjening. Normalt kan de ikke deaktiveres med bilnøglen, men har typisk en deaktiveringskontakt monteret på et skjult sted i bilen.

## Udløsning af bilalarmer
Faktorer som udløser bilalarmen varierer stærkt afhængigt af bilens mærke og model, samt selve alarmens fabrikat og model (for eftermarkedssystemer). Nogle eftermarkedssystemer er designet til at være universale (f.eks. kompatible med alle 12 volt-elsystemer med negativ stelforbindelse).

### Udløsende faktorer

#### OEM-alarmer
Normalt overvåger OEM-systemer dørene og bagklappen for (forsøg på) uautoriseret indtrængen. På nogle bilmodeller sker dette ved hjælp af pindekontakter i dørene. På andre biler har dørlåsene kontakter bygget ind i dem. Visse OEM-alarmer udløses hvis motorhjelmen åbnes, eller tændingen tilsluttes. Derudover har få systemer en choksensor, som vil udløse alarmen hvis der udøves et tilstrækkelig hårdt slag mod bilens karrosseri.

#### Eftermarkedsalarmer
De mest simple eftermarkedssystemer består udelukkende af en sirene og en styreenhed. Den mest almindelige type sensor er en choksensor og to ledninger (12 volt konstant strøm og stelforbindelse), som er forbundet til bilens batteri. Denne type af alarmer udløses hvis choksensoren registrerer en vibration, eller hvis den indgående strømspænding ændrer sig (alarmen registrerer en vis ændring i spændingen hvis en dør eller bagklappen åbnes, eller tændingen tilsluttes).
Mere sofistikerede eftermarkedsalarmer er tilsluttet til bilens elektronik. Typisk har disse alarmer strøm- og stelledninger, ligesom positive og negative dørkredsløber, negative bagklap- og/eller motorhjelmskredsløber, samt tændingskredsløber som registrerer om tændingen tilsluttes; eftermarkedssystemer har normalt også en choksensor som enten kan være bygget ind i styreenheden eller monteret adskilt herfra.
Derudover har nogle eftermarkedssystemer forberedelser for ekstra sensorer (disse skal købes separat). Hældingssensoren registrerer at bilen hældes (f.eks. ved uautoriseret bugsering). Den digitale udgave af sensoren er mere præcis, da den tillader at bilen parkeres på en bakke uden at dette medfører falske alarmer. Glasknusningssensoren udløses hvis ruderne smadres. Derudover kan infrarøde- eller bevægelsessensorer registrere bevægelser inden i eller uden for bilen (disse er typisk monteret på cabrioleter).
De her nævnte sensorer kan normalt indstilles for at undgå falske alarmer − f.eks. vil en choksensor nogle gange vibrere svarende til en høj lyd på et område, eller en utilsigtet bevægelse af bilen fra en forbipasserende. Sensorerne kan udløse falske alarmer i parkeringshuse, når en forbipasserende går ind i eller ud af sin bil som er parkeret ved siden af den sikrede bil. Dette kan forårsage at alarmen utilsigtet registrerer forsøg på indbrud.
Nogle alarmer vil deaktivere nogle eller alle sensorer på visse tidspunkter. For eksempel ignorerer systemer fra Directed Electronics  alle ting, som er sket tre gange indenfor en time, med mindre bilejeren tilslutter tændingen og nulstiller alarmen.
Andre systemer kan afbryde nogle af deres funktioner med en knap på fjernbetjeningen, eller ved fjernbetjent start (hvis systemet understøtter denne funktion).